# 齐比多圣贾科莫
齐比多圣贾科莫（義大利語：Zibido San Giacomo），是意大利米兰省的一个市镇。总面积24.6平方公里，人口6663人，人口密度270.9人/平方公里（2009年）。国家统计（ISTAT）代码为015247。